# Agrotis recondita
Agrotis recondita är en fjärilsart som beskrevs av Walker 1856. Agrotis recondita ingår i släktet Agrotis och familjen nattflyn. Inga underarter finns listade i Catalogue of Life.